# 오스트레일리아 인종
오스트레일리아 인종(Australoids)은 역사적 인종 개념에서 말하는 현생 인류의 인종의 하나로서 백인종, 황인종, 흑인종이라는 3대 인종 분류에 속하지 않는 인종이다. 오스트레일리아 원주민, 멜라네시아인, 동남아의 네그리토 등이 포함되며, 이러한 분류에 따르면 드라비다 인종이라고도 불리는 남아시아인들은 코카소이드와 오스트레일리아 인종의 혼혈로 여겨진다.
키는 중간 정도의 키이며 머리카락은 물결모양으로 감겨 있고, 피부 빛깔은 어두운 갈색 또는 검은색이다. 오스트레일리아 인종의 원주지는 오스트레일리아이며, 현생 인류로서는 가장 오래된 형에 속한다. 이 인종은 다시 중키로 곧은 머리 또는 물결모양 인종, 중키로서 니그로 인종의 머리카락(타스마니아인, 파푸아인·멜라네시아인), 작은 몸집으로서 니그로 인종의 머리카락을 한 인종(네그리토인)의 세 인종으로 나눌 수 있다.

## 같이 보기
- 오스트로네시아족
- 오랑 아슬리